# Casa do Poço das Patas

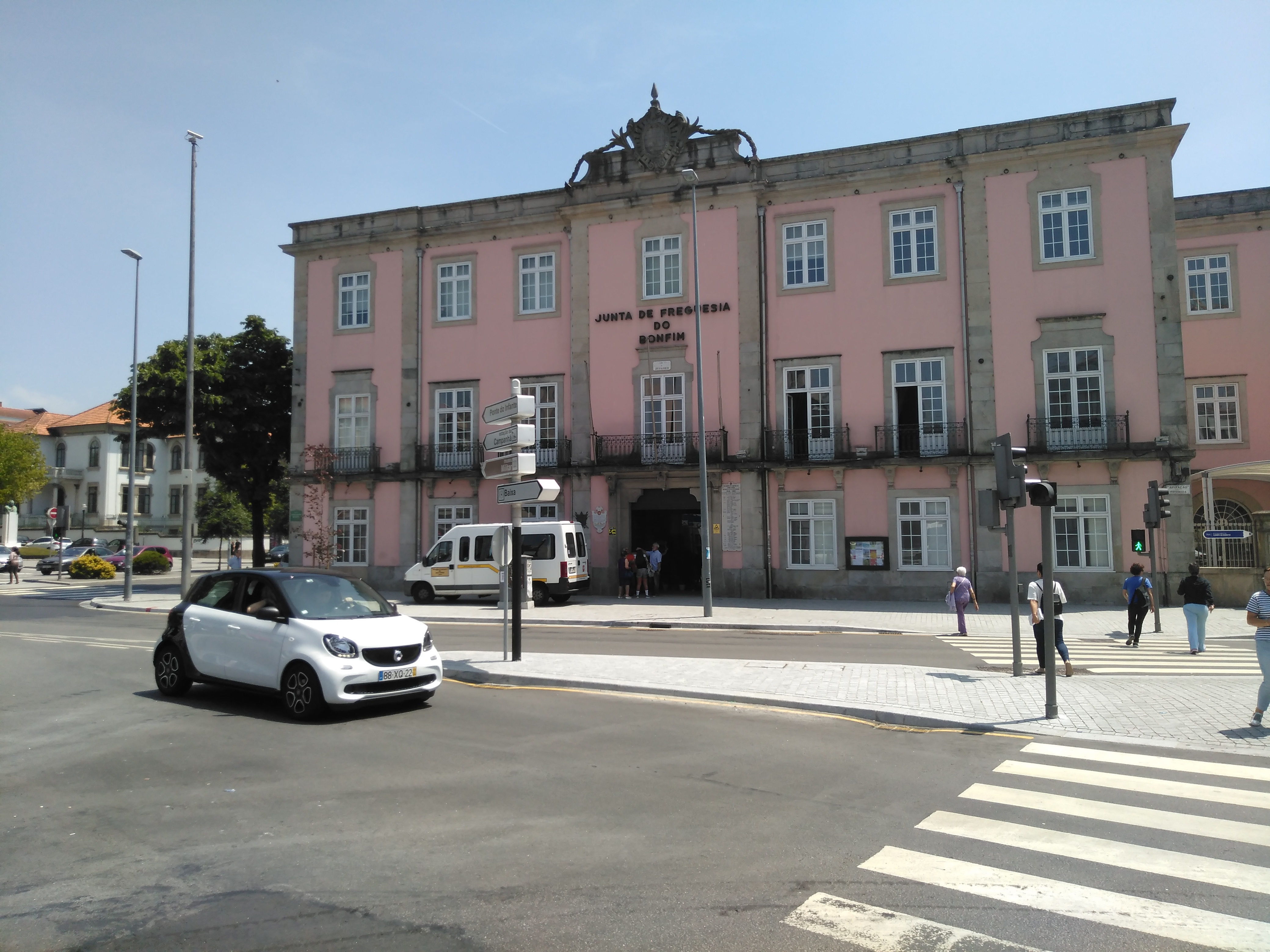

Trata-se de uma casa apalaçada, que por causa do terreno alagadiço (que deu nome e fama à zona do Poço das Patas) hoje Campo 24 de Agosto, teve que ficar sobre estacas.
O edifício que hoje alberga a Junta de Freguesia do Bonfim foi construído em 1812 por Francisco de Sousa Cirne de Madureira, um dos revolucionários de 1820, para ser a residência habitacional da Quinta do Reimão, a propriedade da sua família.
Os Cirne eram uma influente família portuense que gerou um dos nossos Feitores da Flandres.
O edifício foi sua pertença até ser comprado por Joaquim Domingos Ferreira Cardoso, em sociedade com Eduardo Ferreira Pinheiro, no ano de 1882, por 95 contos de reis. Eram então donos da quinta D. Maria Ana Isabel de Sousa Cirne Teixeira Blanco e o seu irmão António de Azevedo Cabral Teixeira Cirne.
As armas dos Cirnes, que ornamentavam o cimo da fachada principal, foram picadas em 1890 e substituídas pelo ornato de granito que encima o edificio.
A quinta foi então loteada e urbanizada. Nos antigos terrenos de cultivo e jardins construiram-se casas e rasgaram-se as ruas dos duques de Palmela, de Saldanha e da Terceira, do Conde de Ferreira, do Barão de S. Cosme, de Joaquim António de Aguiar e a de Ferreira Cardoso.
Em 1896, o edifício principal da quinta foi comprado pela Junta de Freguesia, por 20 contos de reis, para lá instalar a escola primária. Posteriormente veio a albergar o Liceu do Porto, já desaparecido, e incorporado no Liceu Rodrigues de Freitas, até sofrer obras em 1955 que lhe permitiram acolher a sede da Junta de Freguesia, que ocupa presentemente o edifício.

## Leia mais em
- «As quintas do Porto»